# Horațiu Moldovan
Horațiu Moldovan (Cluj-Napoca, 20 gennaio 1998) è un calciatore rumeno, portiere del Real Oviedo, in prestito dall'Atlético Madrid, e della nazionale rumena.

## Carriera

### Club
Debutta fra i professionisti il 3 settembre 2017, giocando con l'Hermannstadt il match di Liga II vinto per 3-1 contro il Pandurii.
Il 24 gennaio 2024, Moldovan passa a titolo definitivo all'Atlético Madrid, nella Liga, per circa 800.000 euro, firmando un contratto di tre anni e mezzo con il club spagnolo.
Dopo non avere disputato alcuna partita nella sua prima stagione con i Colchoneros, il 23 agosto 2024 viene ceduto in prestito con diritto di riscatto al Sassuolo, in Serie B. Nonostante una stagione positiva con 11 clean sheet all'attivo, il Sassuolo decide di non esercitare il diritto di riscatto, rimandandolo così in Spagna all'Atletico Madrid È stato risolto anticipatamente il contratto di prestito tra le due società con il portiere che è tornato all'Atletico per disputare il Mondiale per Club.Il 18 luglio 2025 viene ceduto in prestito fino al termine della stagione al Real Oviedo.

### Nazionale
Nell'ottobre 2021 viene convocato per la prima volta in nazionale in vista degli incontri di qualificazione per i mondiali contro Armenia e Germania.

## Statistiche

### Presenze e reti nei club
Statistiche aggiornate al 13 maggio 2025.
| Stagione                  | Squadra                   | Campionato                | Campionato | Campionato | Coppe nazionali | Coppe nazionali | Coppe nazionali | Coppe continentali | Coppe continentali | Coppe continentali | Altre coppe | Altre coppe | Altre coppe | Totale | Totale | Totale |
| Stagione                  | Squadra                   | Comp                      | Pres       | Reti       | Comp            | Pres            | Reti            | Comp               | Pres               | Reti               | Comp        | Pres        | Reti        | Pres   | Reti   |        |
| ------------------------- | ------------------------- | ------------------------- | ---------- | ---------- | --------------- | --------------- | --------------- | ------------------ | ------------------ | ------------------ | ----------- | ----------- | ----------- | ------ | ------ | ------ |
| 2017-2018                 | Hermannstadt              | L2                        | 3          | -1         | CR              | 3               | -1              | -                  | -                  | -                  | -           | -           | -           | 6      | -2     |        |
| 2018-gen. 2019            | Viitorul Târgu Jiu        | L2                        | 5          | -7         | CR              | 1               | -2              | -                  | -                  | -                  | -           | -           | -           | 6      | -9     |        |
| gen.-giu. 2019            | Ripensia Timișoara        | L2                        | 15         | -18        | CR              | 0               | 0               | -                  | -                  | -                  | -           | -           | -           | 15     | -18    |        |
| 2019-gen. 2020            | Sepsi                     | L1                        | 0          | 0          | CR              | 0               | 0               | -                  | -                  | -                  | -           | -           | -           | 0      | 0      |        |
| gen.-giu. 2020            | Ripensia Timișoara        | L2                        | 3          | -4         | CR              | 0               | 0               | -                  | -                  | -                  | -           | -           | -           | 3      | -4     |        |
| Totale Ripensia Timișoara | Totale Ripensia Timișoara | Totale Ripensia Timișoara | 18         | -22        |                 | 0               | 0               |                    | -                  | -                  |             | -           | -           | 18     | -22    |        |
| 2020-gen. 2021            | UTA Arad                  | L1                        | 4          | -5         | CR              | 0               | 0               | -                  | -                  | -                  | -           | -           | -           | 4      | -5     |        |
| gen.-giu. 2021            | Rapid Bucarest            | L2                        | 5+9        | -7 + -10   | CR              | 0               | 0               | -                  | -                  | -                  | -           | -           | -           | 14     | -17    |        |
| 2021-2022                 | Rapid Bucarest            | L1                        | 30+7       | -31 + -7   | CR              | 0               | 0               | -                  | -                  | -                  | -           | -           | -           | 37     | -38    |        |
| 2022-2023                 | Rapid Bucarest            | L1                        | 30+9       | -26 + -19  | CR              | 0               | 0               | -                  | -                  | -                  | -           | -           | -           | 39     | -45    |        |
| 2023-gen. 2024            | Rapid Bucarest            | L1                        | 22         | -25        | CR              | 1               | 0               | -                  | -                  | -                  | -           | -           | -           | 23     | -25    |        |
| Totale Rapid Bucarest     | Totale Rapid Bucarest     | Totale Rapid Bucarest     | 87+25      | -89 + -36  |                 | 1               | 0               |                    | -                  | -                  |             | -           | -           | 113    | -125   |        |
| gen.-giu. 2024            | Atlético Madrid           | PD                        | 0          | 0          | CR              | 0               | 0               | UCL                | 0                  | 0                  | -           | -           | -           | 0      | 0      |        |
| 2024-2025                 | Sassuolo                  | B                         | 27         | -27        | CI              | 0               | 0               | -                  | -                  | -                  | -           | -           | -           | 27     | -27    |        |
| Totale carriera           | Totale carriera           | Totale carriera           | 169        | -187       |                 | 5               | -3              |                    | -                  | -                  |             | -           | -           | 174    | -190   |        |

### Cronologia presenze e reti in nazionale
| Cronologia completa delle presenze e delle reti in nazionale ― Romania | Cronologia completa delle presenze e delle reti in nazionale ― Romania | Cronologia completa delle presenze e delle reti in nazionale ― Romania | Cronologia completa delle presenze e delle reti in nazionale ― Romania | Cronologia completa delle presenze e delle reti in nazionale ― Romania | Cronologia completa delle presenze e delle reti in nazionale ― Romania | Cronologia completa delle presenze e delle reti in nazionale ― Romania | Cronologia completa delle presenze e delle reti in nazionale ― Romania |
| Data                                                                   | Città                                                                  | In casa                                                                | Risultato                                                              | Ospiti                                                                 | Competizione                                                           | Reti                                                                   | Note                                                                   |
| ---------------------------------------------------------------------- | ---------------------------------------------------------------------- | ---------------------------------------------------------------------- | ---------------------------------------------------------------------- | ---------------------------------------------------------------------- | ---------------------------------------------------------------------- | ---------------------------------------------------------------------- | ---------------------------------------------------------------------- |
| 17-11-2022                                                             | Cluj-Napoca                                                            | Romania                                                                | 1 – 2                                                                  | Slovenia                                                               | Amichevole                                                             | -2                                                                     |                                                                        |
| 16-6-2023                                                              | Pristina                                                               | Kosovo                                                                 | 0 – 0                                                                  | Romania                                                                | Qual. Euro 2024                                                        | -                                                                      |                                                                        |
| 19-6-2023                                                              | Lucerna                                                                | Svizzera                                                               | 2 – 2                                                                  | Romania                                                                | Qual. Euro 2024                                                        | -2                                                                     |                                                                        |
| 9-9-2023                                                               | Bucarest                                                               | Romania                                                                | 1 – 1                                                                  | Israele                                                                | Qual. Euro 2024                                                        | -1                                                                     |                                                                        |
| 12-9-2023                                                              | Bucarest                                                               | Romania                                                                | 2 – 0                                                                  | Kosovo                                                                 | Qual. Euro 2024                                                        | -                                                                      |                                                                        |
| 12-10-2023                                                             | Budapest                                                               | Bielorussia                                                            | 0 – 0                                                                  | Romania                                                                | Qual. Euro 2024                                                        | -                                                                      |                                                                        |
| 15-10-2023                                                             | Bucarest                                                               | Romania                                                                | 4 – 0                                                                  | Andorra                                                                | Qual. Euro 2024                                                        | -                                                                      |                                                                        |
| 18-11-2023                                                             | Felcsút                                                                | Israele                                                                | 1 – 2                                                                  | Romania                                                                | Qual. Euro 2024                                                        | -1                                                                     |                                                                        |
| 21-11-2023                                                             | Bucarest                                                               | Romania                                                                | 1 – 0                                                                  | Svizzera                                                               | Qual. Euro 2024                                                        | -                                                                      |                                                                        |
| 26-3-2024                                                              | Madrid                                                                 | Colombia                                                               | 3 – 2                                                                  | Romania                                                                | Amichevole                                                             | -3                                                                     |                                                                        |
| 7-6-2024                                                               | Bucarest                                                               | Romania                                                                | 0 – 0                                                                  | Liechtenstein                                                          | Amichevole                                                             | -                                                                      |                                                                        |
| 24-3-2025                                                              | Serravalle                                                             | San Marino                                                             | 1 – 5                                                                  | Romania                                                                | Qual. Mondiali 2026                                                    | -1                                                                     |                                                                        |
| 7-6-2025                                                               | Vienna                                                                 | Austria                                                                | 2 – 1                                                                  | Romania                                                                | Qual. Mondiali 2026                                                    | -2                                                                     |                                                                        |
| 10-6-2025                                                              | Bucarest                                                               | Romania                                                                | 2 – 0                                                                  | Cipro                                                                  | Qual. Mondiali 2026                                                    | -                                                                      |                                                                        |
| Totale                                                                 |                                                                        | Presenze                                                               | 14                                                                     |                                                                        | Reti                                                                   | -12                                                                    |                                                                        |

## Palmarès
- Campionato italiano di Serie B: 1

Sassuolo: 2024-2025